# ليفي براون
ليفي براون (بالإنجليزية: Levi Brown)‏ (و. 1984  م) هو لاعب كرة قدم أمريكية، من الولايات المتحدة، ولد في نورفولك، فيرجينيا، يلعب كمهاجم اصطدامي ‏.

## التعليم
تعلم في Granby High School ‏، وجامعة ولاية بنسلفانيا.

## روابط خارجية
- ليفي براون على موقع إي إس بي إن.كوم (أن.أف.أل)3
- ليفي براون على موقع مرجع كرة القدم المحترفة.كوم (الإنجليزية)